# Копер Сентер (Аљаска)
Копер Сентер (енгл. Copper Center) насељено је место без административног статуса у америчкој савезној држави Аљаска.

## Демографија
По попису из 2010. године број становника је 328, што је 34 (-9,4%) становника мање него 2000. године.
| Група             | 2000.       | 2010.       |
| Белци             | 174 (48,1%) | 149 (45,4%) |
| Афроамериканци    | 1 (0,3%)    | 0 (0,0%)    |
| Азијати           | 0 (0,0%)    | 1 (0,3%)    |
| Хиспаноамериканци | 3 (0,8%)    | 10 (3,0%)   |
| Укупно            | 362         | 328         |